# La Condamine

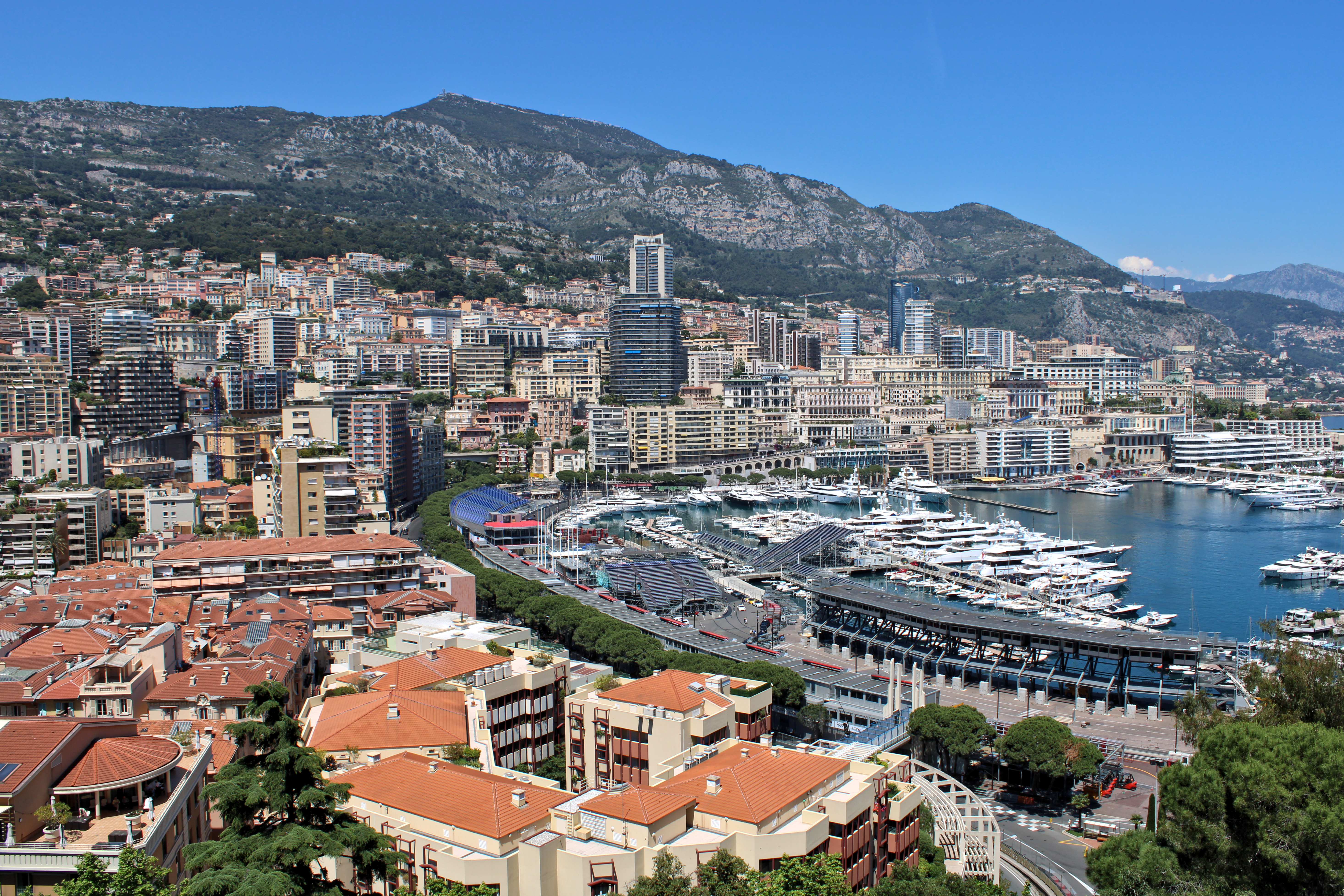
La Condamine

La Condamine (monegassisch A Cundamina) ist ein Stadtbezirk (französisch quartier) im Fürstentum Monaco an der Côte d’Azur. Er weist eine Fläche von 0,3 Quadratkilometern (29,58 Hektar) auf und grenzt an die monegassischen Stadtbezirke Monaco-Ville, Fontvieille, Jardin Exotique, Les Moneghetti, Ravin de Sainte-Dévote und Monte-Carlo.
Der Stadtbezirk liegt rund um den Hafen Port Hercule (Port de Monaco). Start und Ziel sowie Boxengasse des Circuit de Monaco, auf dem jährlich der Große Preis von Monaco stattfindet, sowie das Schwimmbad Stade Nautique Rainier III liegen in La Condamine.

## Geschichte
Nach der Verfassung von 1911 war das Fürstentum in drei Gemeinden gegliedert. Eine von ihnen war La Condamine. Die anderen beiden waren Monaco (Monaco-Ville) und Monte-Carlo. Bereits im Jahr 1917 wurde die Gemeinde aufgelöst. Seitdem besteht Monaco nur noch aus einer Gemeinde.